# Свети Георги (Антимово)
Вижте пояснителната страница за други значения на Свети Георги.
„Свети Георги“ е православна църква във видинското село Антимово, България.
Църквата е построена в центъра на Шеф – името на Антимово до 1934 година. Майстор е Христо Македонеца, вероятно дебърският майстор Христо Каратодоров от Росоки, построил в 1885 година църквата „Св. св. Константин и Елена“ в съседното Синаговци. В 1885 – 1886 година в църквата работят дебърските майстори Данаил Несторов и Алексо Василев.